# The Old Régime (wiersz Williama Vicarsa Lawrance’a)
The Old Régime – wiersz amerykańskiego prawnika, prozaika i poety Williama Vicarsa Lawrance’a, opublikowany w 1889 przez Riverside Press w tomie The Story of Judeth: a Tale of Bethany, with Poems of Home, Heart, and Hearth. Utwór jest napisany parzyście rymowanym pentametrem jambicznym.
We stretch our hands imploring to the Past,
With eager fingers strive to hold it fast, —
Cling to its robes, which, backward flowing, seem
A shadowy vision in a fitful dream,
While speeding onward in its rapid flight,
Pursued by shadows followed fast by night;
And, as it flies, bears in its potent arms,
Snatched from our own, life's sweetest hopes and charms,
Still glancing back with half-averted face,
Becomes a memory of departed days.
Tytuł utworu odwołuje się do francuskiej frazy Ancien Régime, spopularyzowanej przez książkę historyka Alexisa de Tocqueville’a L'Ancien Régime et la Révolution z 1856.